# Anorthodes
Anorthodes es un  género  de lepidópteros perteneciente a la familia Noctuidae. Es originario de Norteamérica.

## Especies
- Anorthodes indigena (Barnes & Benjamin, 1925)
- Anorthodes triquetra (Grote, 1883)

## Antiguas especies
- Anorthodes tarda es ahora Athetis tarda (Guenée, 1852)